# Vattenprov (apport)
För andra betydelser, se Vattenprov.

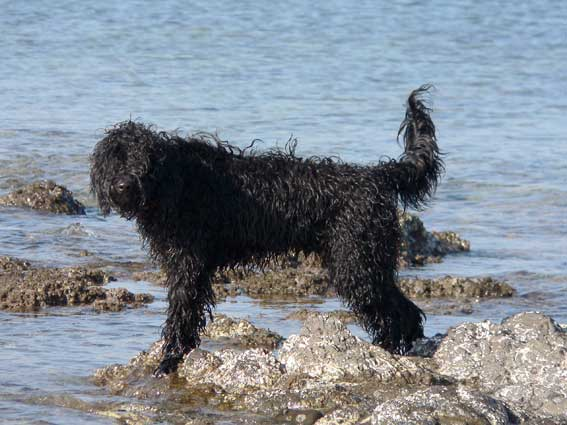
Portugisisk vattenhund vid vatten.

Vattenprov (eller prov i vattenarbete) för apporterande hundar är ett särskilt bruksprov i vatten. I Portugal är det officiellt prov för hundrasen portugisisk vattenhund. Provet finns också i svensk variant, men endast som aktivering. Hundarna skall klara att hoppa från brygga och båt samt inte bara apportera flytande föremål, utan även kunna dyka efter föremål under vattnet samt sjunkande föremål. De ska även kunna simma med till exempel fisknät mellan båt och land.